# Forget to Remember
«Forget to Remember» (с англ. — «Разучиться помнить») — песня американской метал-группы Mudvayne, выпущенная в виде сингла с альбома Lost and Found 26 июля 2005 года на лейбле Epic Records; «Forget to Remember» является третьим по счёту синглом с данного альбома. Существует также акустическая версия композиции: она входит в сборник группы под названием By the People, for the People 2007 года.
Песня включена в саундтрек к фильму «Пила 2», что помогло группе завоевать значительную популярность в мейнстриме. Также она вошла в треклист диска MTV2 Headbanger Ball 2006 года.

## Видеоклип

Обложка сингла с саундтрека «Пила 2»

Ещё в сентябре 2005 года группа встретилась с кинорежиссёром Дарреном Линн Боусманом, чей фильм «Пила 2» был на стадии производства и что они хотели бы включить свой сингл в саундтрек к этому фильму. Боусман показал им сцену, где актёр в образе персонажа фильма вырезает себе глаз из черепа, чтобы достать ключ. Грей рассказал Боусману о их разговоре в ресторане «Bob’s Big Boy» два года назад, где обычно Боусман проводит свои производственные встречи, и что «Пила 2» была основана на сценарии, написанном им же много лет назад.
Грей снялся в небольшой роли в фильме, а Боусман снял музыкальный клип на песню «Forget to Remember», в котором фигурировали отрывки из самого фильма и кадры выступления, снятые на одной из съёмочных площадок, где проводились съёмки «Пилы 2».
Саундтрек к фильму «Пила 2» был выпущен 25 октября 2005 года компанией Image Entertainment. Для изображения обложки сингла был использован постер фильма.

## Список композиций
| №  | Название                         | Длительность |
| -- | -------------------------------- | ------------ |
| 1. | «Forget to Remember (Radio Mix)» | 3:35         |

## Чарты
| Чарт (2005 г.)                            | Позиция в чартах |
| ----------------------------------------- | ---------------- |
| U.S. Billboard Hot Mainstream Rock Tracks | 8                |